# 기무라 마사히코
기무라 마사히코(일본어: 木村 允彦, 1984년 10월 1일 ~ )는 일본의 전 축구 선수이다.

## 구단 경력
과거 FC 기후, 파지아노 오카야마에서 활동하였다.